# Uracis
Genre
Uracis est un genre de la famille des Libellulidae appartenant au sous-ordre des anisoptères dans l'ordre des odonates. Il comprend sept espèces.

## Espèces du genre
- Uracis fastigiata (Burmeister, 1839)
- Uracis imbuta (Burmeister, 1839)
- Uracis infumata (Rambur, 1842)
- Uracis ovipositrix Calvert, 1909
- Uracis reducta Fraser, 1946
- Uracis siemensi Kirby, 1897
- Uracis turrialba Ris, 1919